# Amaury Guichon
Pour les articles homonymes, voir Guichon.
Amaury Guichon, né le 15 mars 1991, est un pâtissier et chocolatier franco-suisse. Il est connu pour ses créations de pâtisserie et ses sculptures en chocolat.

## Biographie

### Enfance et formation
Amaury Guichon est né d'une mère suisse et d'un père français et a grandi à la frontière Haute-Savoie, près de Genève, en Suisse. Il a un frère aîné et un frère cadet.
En 2005, à l'âge de 14 ans, il commence sa formation culinaire à l'École Hôtelière Savoie Léman de Thonon-les-Bains et participe à des concours locaux. Il perfectionne ses compétences en pâtisserie à la boulangerie Wolfisberg à Genève,.
Il entre en apprentissage à la Maison Lenôtre à Paris. En 2010, il devient Meilleur apprenti de France.

### Carrière
Après avoir terminé sa formation, Amaury Guichon est embauché pour diriger la boutique et l'école Lenôtre à Cannes sur la Côte d'Azur. Il revient ensuite à Paris pour travailler comme chef pâtissier exécutif à la pâtisserie et chocolaterie Hugo & Victor ; il a atteint le niveau de chef exécutif à l'âge de 21 ans.
En 2013, Amaury Guichon participe à la saison 1 de Qui sera le prochain grand pâtissier ?, émission de télé-réalité culinaire sur France 2 ; il termine troisième de la compétition.
En 2014, le chef pâtissier français Jean-Philippe Maury invite Guichon à travailler dans la succursale de Las Vegas de sa pâtisserie, avec des boutiques à l'Aria Resort and Casino et au Bellagio. Il y travaille comme consultant privé et dirigé des masterclasses. 
En 2016, Guichon commence à publier ses desserts et créations chocolatées sur les réseaux sociaux. Il compte plus de 13 millions d'abonnés sur YouTube, 17,4 millions de followers sur Instagram et 19 millions de followers sur TikTok,.
Le 13 décembre 2018, il publie son premier livre de cuisine de desserts, The Art of Flavour.
En 2019, Guichon co-fonde la Pastry Academy avec le chef belge Michel Ernots à Las Vegas,.
En 2021, Amaury Guichon anime la série de télé-réalité de huit épisodes School of Chocolate sur Netflix, un concours où les candidats construisent des sculptures en chocolat. Guichon guide les concurrents et juge le résultat final,.
En 2022, la vidéo TikTok de Guichon de lui construisant une girafe en chocolat est devenue la vidéo TikTok la plus vue de la même année.
Guichon est juge dans la série télé-réalité australienne Dessert Masters en 2023,.
En 2024, il obtient un Guinness World Record pour sa banane de 167.64*71.5cm.
En 2024, la chanteuse Rihanna lui commande une sculpture géante en chocolat Lego pour l'offrir à A$AP Rocky durant son anniversaire.

## Filmographie
| Année | Titre                                  | Rôle                            | Remarques |
| ----- | -------------------------------------- | ------------------------------- | --------- |
| 2013  | Qui sera le prochain grand pâtissier ? | Lui-même – Concurrent           |           |
| 2021  | School of Chocolate                    | Lui-même – Présentateur         |           |
| 2023  | MasterChef Australie                   | Lui-même – Juge invité          |           |
| 2023  | Dessert Masters                        | Lui-même – Présentateur et juge |           |

## Distinctions
- Concours des apprentis chocolatiers – 1er (2007 - 2009)
- Medalla de Oro (meilleur apprenti) (2010)
- Délices de la Méditerranée – 1er (2012)[17]
- Qui sera le prochain grand pâtissier ? – 3e (2013)